# Holcocerus
Holcocerus is een geslacht van vlinders uit de familie van de Houtboorders (Cossidae). De wetenschappelijke naam en de beschrijving van dit geslacht zijn voor het eerst gepubliceerd in 1884 door Otto Staudinger.

## Soorten
- Holcocerus didmanidzae Yakovlev, 2006
- Holcocerus gloriosa (Erschoff, 1874)
- Holcocerus holosericeus (Staudinger, 1884)
- Holcocerus nobilis (Staudinger, 1884)
- Holcocerus reticuliferus Daniel, 1949
- Holcocerus rjabovi Yakovlev, 2006
- Holcocerus tancrei Püngeler, 1898
- Holcocerus witti Yakovlev, Saldaitis & Ivinskis, 2007
- Holcocerus zarudnyi Grum-Grshimailo, 1902